# UNW
UNW（ユー・エヌ・ダブリュー、ユナイテッド・ネイション・レスリング）は、かつて存在した日本のプロレス団体。

## 歴史
1995年1月、PWCを退団した渡辺幸正がリングネームを「セッド・ジニアス」に変更して「日本において失われたクラシカルレスリングの復興」を旗印に設立。7月19日、大田区体育館で旗揚げ戦を開催。
ジニアスはデビュー前にルー・テーズとのトラブルに懲りたためかインディー団体としては珍しく契約には厳しくしており、参戦する選手にはきちんと契約書と領収書を発行したそうである。ジニアスがバラを口に咥えてワインとグラスをトレーに載せて入場したことが受けて、その後も目立つ入場を行った。試合の方は真面目にクラシカルレスリングを貫いていた。
1997年1月14日、後楽園ホールで全8試合の、うち第1試合を除く7試合がジニアス、ヘンリー・ロビンソン、マーク・フレミングによる巴戦「アイアンマンコンテスト」が行われた。
2001年、ハーリー・レイスとの試合が発表されるもレイスが同時期にプロレスリング・ノアの王座「GHC」の管理委員長に就任したため、ダブルブッキングとなり試合は中止となる。
2002年、大仁田厚とのシングルマッチが予定されていたが大仁田が一方的に契約を破棄するトラブルが生じたため、代役としてタイガー・ジェット・シンとシングルマッチを行って書籍「流血の魔術 最強の演技」の出版直後のミスター高橋を乱入させた。その後、大仁田に1000万円の損害賠償を求める民事訴訟を起こしたものの大仁田がジニアスとの対戦を受けること、来年中に大仁田が引退することで和解。
2003年4月27日、ディファ有明でジニアス&グラン浜田組対大仁田&矢口壹琅組によるタッグマッチを行うが大仁田がジニアスと1度も絡まないまま試合が終了して試合終了後、納得できないジニアスが大仁田に詰め寄ると大仁田の公設秘書を務める中牧昭二らがジニアスに暴行を働き、これによってジニアスは負傷してプロレスが出来なくなったとして損害賠償請求訴訟を東京地裁に起こした。その後、メールによって大仁田から脅迫を受けたとして告訴の意向を表明すると大仁田も逆告訴の姿勢を見せて泥仕合の様相となった。地裁での一審、東京高裁での控訴審、最高裁での上告審とすべてジニアスが勝訴して大仁田への公設第一秘書への使用者責任も認定された。また、大仁田は引退しなかった。
現在は活動休止中であるが基本的に所属選手はジニアスのみであり、参戦する選手にギャラさえ払えば興行が成り立つため、ジニアス次第でいつでも活動再開出来る体勢にはなっている。